# 贵定南站
贵定南站，位于中华人民共和国贵州省黔南布依族苗族自治州贵定县昌明镇，距离贵定县城35公里，是黔桂铁路上的火车站。车站作为黔桂铁路扩能改造工程的一部分建于2005年，2009年通车运营。
车站目前由成都铁路局凯里车务段管辖。，曾经每日有7-8趟普速列车停靠，货运办理整车货物发到。目前已停办客货运业务，仅作为越行站。

## 車站周邊
- 贵广客运专线贵定县站
- 独水河